# José Gonzalo Escobar

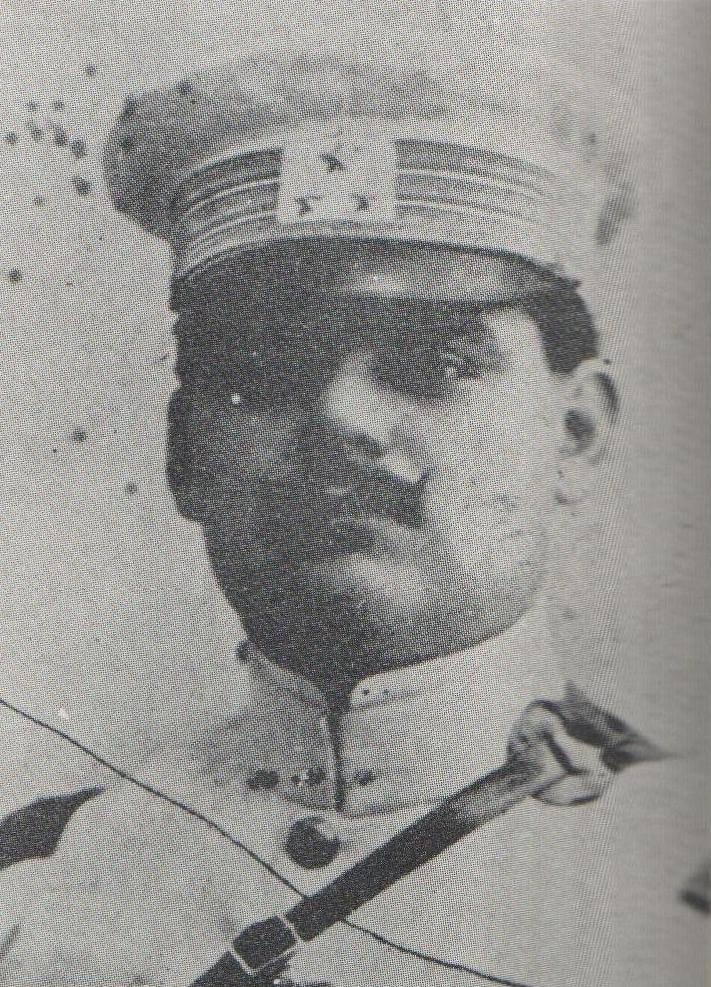
José Gonzalo Escobar

José Gonzalo Escobar (Mazatlán, 1892 - Mexico-Stad, 1969) was een Mexicaans militair.
In 1911 sloot hij zich aan bij de Mexicaanse Revolutie aan de zijde van Francisco I. Madero en na de staatsgreep van Victoriano Huerta in het Constitutionalistische Leger van Venustiano Carranza, waarvoor hij onder anderen Pancho Villa en de Mayo-indianen bevocht. Hij sloot zich aan bij het plan van Agua Prieta en vocht in 1923 tegen de opstand van Adolfo de la Huerta. In 1927 klom hij op tot divisie-generaal.
In 1929, na de oprichting van de Nationaal Revolutionaire Partij (PNR), brak Escobar met het revolutionaire leiderschap. Hij proclameerde het plan van Hermosillo, waarbij hij zich schaarde achter de presidentsambities van Gilberto Valenzuela. Escobar beschuldigde Plutarco Elías Calles ervan een machtswellusteling te zijn, en veroordeelde diens marionettenpresident Emilio Portes Gil. 28% van het Mexicaanse leger sloot zich aan bij de opstand van Escobar, die het Herstelleger (Ejército Renovador) had gevormd. Aanvankelijk waren de opstandelingen succesvol, zo wisten ze onder andere Monterrey, Veracruz en Torreón in te nemen. Portes Gil benoemde Calles echter tot hoofd van het leger, die vervolgens de aanhangers van Escobar wist te verslaan. Desalniettemin had de opstand enorme schade aan gericht. De opstand van Escobar staat ook wel bekend als de 'opstand van banken en spoorwegen', die in groten getale vernietigd werden door de opstandelingen. De totale schade bedroeg 125 miljoen Mexicaanse peso. Bovendien verloren zo'n 2000 mensen het leven.
Escobar ontvluchtte het land, eerst naar de Verenigde Staten en later naar Canada. In 1943 ontving hij amnestie en kon hij terugkeren naar Mexico, waar hij 26 jaar later overleed.